# Sting in the Tail
«Sting in the Tail» («Жало в хвості»; фразеологізм «Несподіване і неприємне закінчення») — вісімнадцятий студійний альбом німецького хард-рок гурту Scorpions, який вийшов 19 березня 2010 року. Музиканти в цьому альбомі повернулися до свого старого стилю гри 80-х — початку 90-х років. Було оголошено, що це останній студійний альбом гурту перед відходом зі сцени.

## Історія запису альбому
Перед самим виходом альбому було оголошено, що це останній альбом гурту. Запис було зроблено в невеликій студії в місті Ганновер на чолі зі шведськими продюсерами Міхаелем Андерсоном і Мартіном Хенсеном.

## Список композицій
| #   | Назва                              | Тривалість |
| --- | ---------------------------------- | ---------- |
| 1.  | «Raised on Rock»                   | 4:00       |
| 2.  | «Sting In the Tail»                | 3:12       |
| 3.  | «Slave Me»                         | 2:45       |
| 4.  | «The Good Die Young»               | 5:14       |
| 5.  | «No Limit»                         | 3:22       |
| 6.  | «Rock Zone»                        | 3:17       |
| 7.  | «Lorelei»                          | 4:32       |
| 8.  | «Turn You On»                      | 4:23       |
| 9.  | «Let’s Rock»                       | 3:20       |
| 10. | «SLY»                              | 5:16       |
| 11. | «Spirit of Rock»                   | 3:42       |
| 12. | «The Best Is Yet to Come»          | 4:32       |
| 13. | «Dreamers» (бонус *)               | 4:48       |
| 14. | «Too Far» (бонус *)                | 3:05       |
| 15. | «Miracle» (бонус *)                | 4:15       |
| 16. | «The Good Die Young» (бонус *)     | 5:15       |
| 17. | «Thunder and Lightning» (бонус **) | 4:33       |

* Бонусна пісня на преміум-виданні альбому.
** Бонусна пісня на японському і преміум-виданнях альбому.

## Учасники запису
- Клаус Майне — вокал
- Маттіас Ябс — гітара, бек-вокал
- Рудольф Шенкер — ритм-гітара, бек-вокал
- Павел Монцівода — бас-гітара, бек-вокал
- Джеймс Коттак — барабани, перкусія, бек-вокал

Запрошені музиканти
- Тар'я Турунен — вокал на «The Good Die Young»